# Ernst Mach

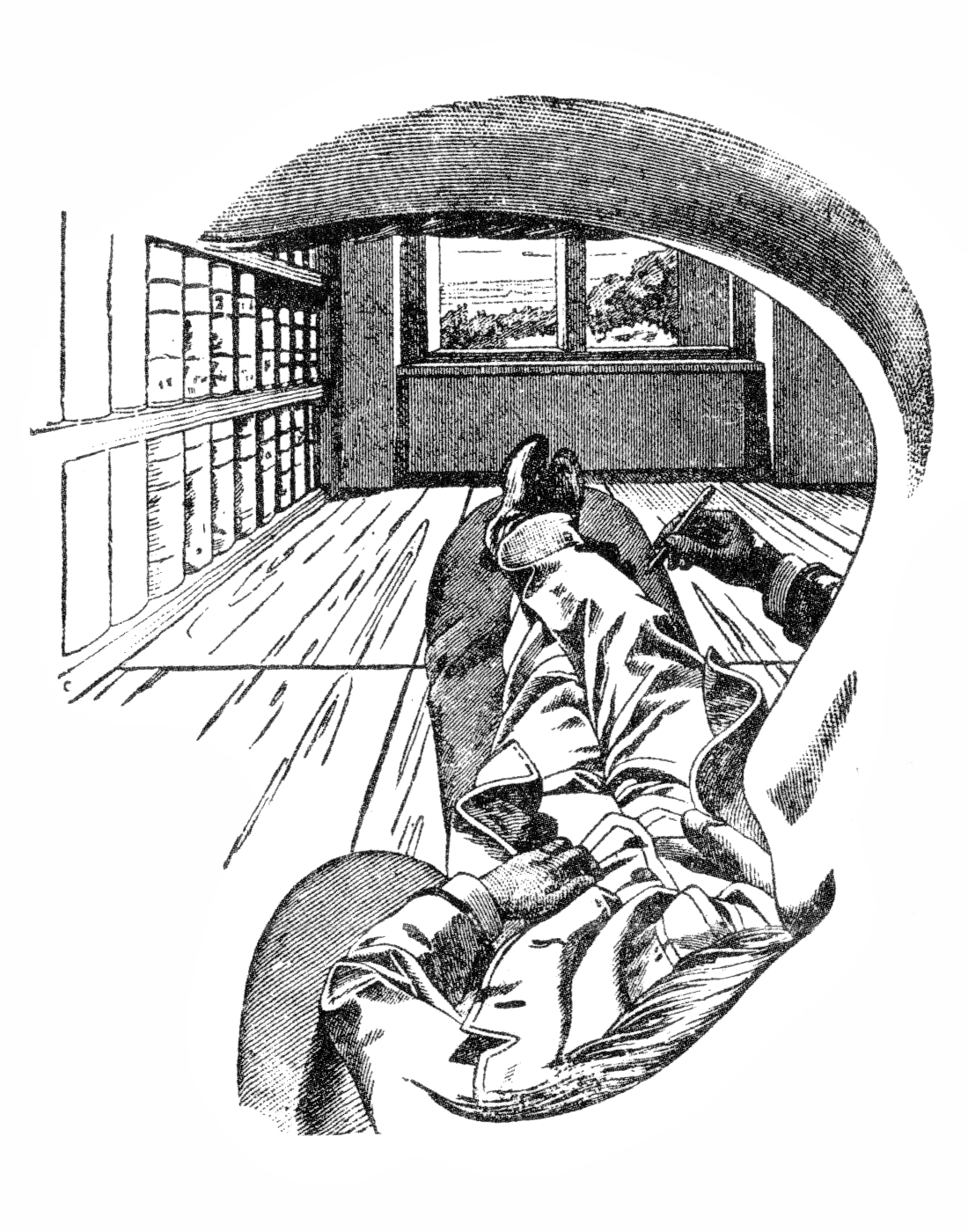
Prospettiva soggettiva disegno dello stesso Mach tra le illustrazioni del suo libro L'analisi delle sensazioni (1886)

Ernst Waldfried Josef Wenzel Mach (Brno, 18 febbraio 1838 – Haar, 19 febbraio 1916) è stato un fisico e filosofo austriaco.

## Biografia
Mach nacque a Chrlice, oggi quartiere di Brno in Moravia, e morì a Haar in Germania. 
Fu istruito in casa sino all'età di quattordici anni. A diciassette anni fu ammesso all'Università di Vienna, dove studiò matematica, fisica e filosofia, ricevendo il titolo di dottore in fisica nel 1860.
I suoi primi lavori riguardarono l'effetto Doppler in ottica e in acustica. Nel 1864 divenne professore di matematica a Graz e nel 1866 ottenne anche la cattedra di fisica. Fu in questo periodo che cominciò a interessarsi alla fisiologia della percezione. Nel 1867 fu professore di fisica sperimentale all'Università di Praga.
Nel 1895 Mach fece ritorno all'Università di Vienna come professore di filosofia, ma fu colpito da un ictus due anni dopo e si ritirò dall'attività di ricerca diretta nel 1901, anno in cui divenne membro del Parlamento austriaco. Continuò a insegnare e a pubblicare per proprio conto fino alla morte.
Gli è stato dedicato l'omonimo cratere lunare.

## Fisica
Mach fu un convinto sostenitore di una forma di positivismo che tenesse conto della pura sperimentazione, senza che vi fosse alcuna tendenza a moltiplicare illazioni e teorie che spiegassero la natura a prescindere dai nostri sensi con l'ausilio di concetti che non descrivevano nulla della realtà che ci circonda. Se, per esempio, ci riferiamo a un termine che possa essere definito come scientifico, esso deve poter descrivere un fatto per come viene percepito e non parlare di un ente che esiste solo nella nostra immaginazione. Da qui è come se il pensiero di Mach avesse voluto costruire un modello scientifico che producesse una sorta di "economia dei concetti": quelli che si risparmiano devono essere tutti naturalmente riscontrabili nella nostra esperienza diretta con i fatti.

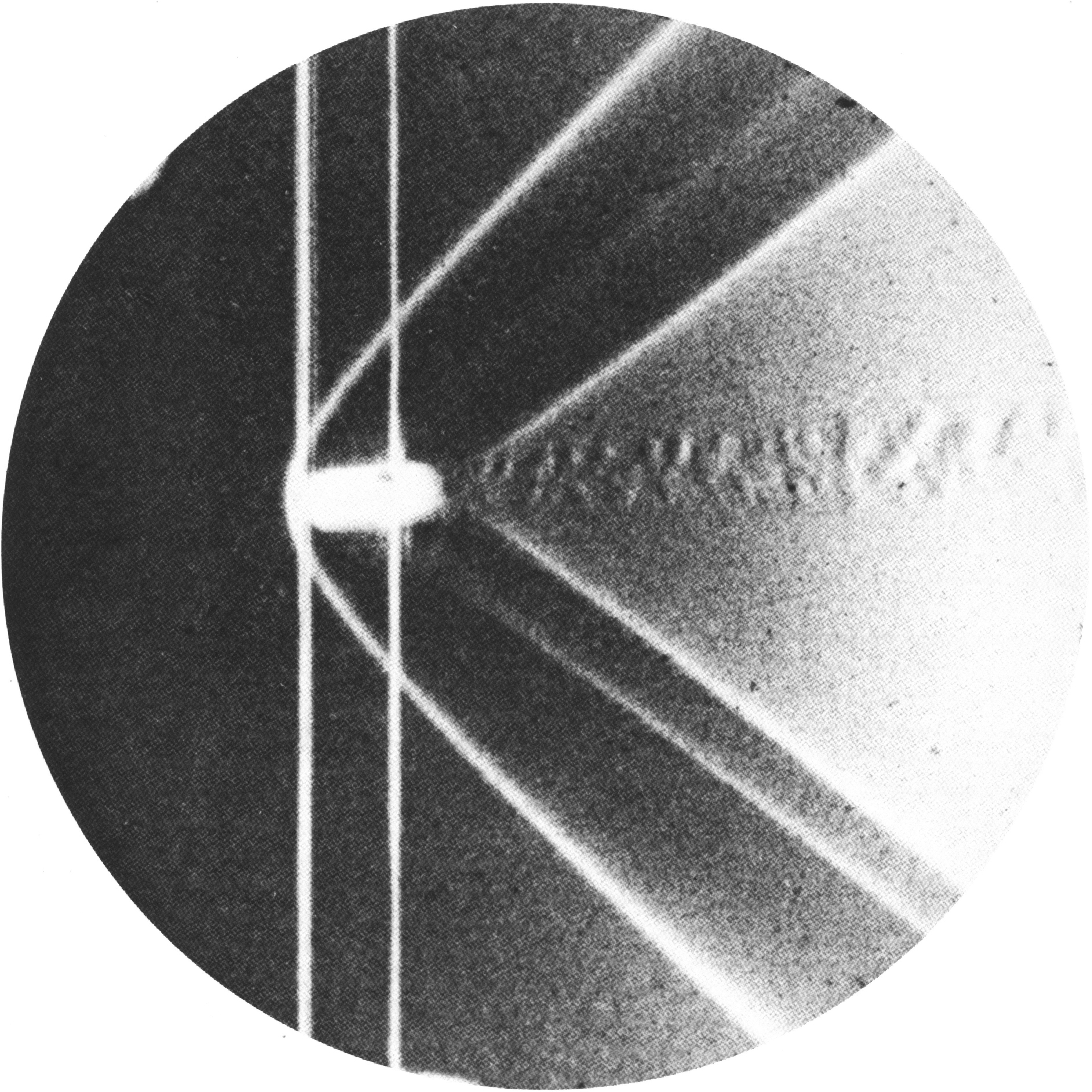
La storica fotografia (ombrogramma) del 1887 di Mach di un'onda d'urto intorno ad un proiettile a velocità supersonica.

La maggior parte dei suoi studi nel campo della fisica sperimentale riguardò l'interferenza, la diffrazione, la polarizzazione e la rifrazione della luce propagantesi in diversi mezzi sottoposti ad agenti esterni. In seguito Mach si occupò di moti supersonici in un fluido; pubblicò nel 1887 un articolo che descriveva il moto supersonico di un proiettile; dedusse e confermò sperimentalmente l'esistenza dell'effetto oggi conosciuto come cono di Mach. In suo onore il rapporto tra la velocità di un oggetto in moto in un fluido e la velocità del suono in tale fluido prende oggi il nome di numero di Mach.
Diede un contributo di fondamentale importanza alla cosmologia e a quella che avrebbe poi preso il nome di teoria della relatività generale grazie al suo profondo riesame storico critico dei fondamenti della meccanica.
Formulò il celebre principio che Albert Einstein battezzò in suo onore principio di Mach, che afferma che le proprietà inerziali di un corpo sono determinate per mezzo di una interazione fisica con la materia lontana, rendendo ragione a livello teorico dell'identificazione empirica tra sistemi di riferimento inerziali e sistemi in moto rettilineo uniforme rispetto alle cosiddette stelle fisse.
Ernst Mach non fu sufficientemente illuminato e divenne uno dei principali oppositori alla teoria di Ludwig Boltzmann circa l'atomismo.

## Fisiologia della percezione
Mach fu anche uno dei pionieri dell'esplorazione sperimentale della percezione umana. La sua filosofia, dotata di una forte componente di empirismo, non poteva che considerare centrale il ruolo della percezione sensoriale dei fenomeni fisici. In questo campo diede il nome alla celeberrima illusione ottica delle fasce o bande di Mach, che si può sperimentare osservando un gradiente uniforme di luminosità o di colore.

## Epistemologia
Mach fu uno dei più influenti filosofi della scienza del periodo a cavallo tra la fine del XIX e l'inizio del XX secolo, benché le sue opere non siano state immediatamente accettate dalla comunità scientifica.
Egli fu il primo pensatore ad applicare alla fisica il metodo di analisi storico-critica che tanto efficace si era dimostrato nello studio delle discipline umanistiche. Fu precursore dei dibattiti della fisica contemporanea nel suggerire implicitamente che una teoria fisica soddisfacente debba essere una teoria cosmologica. Lottò, da autentico positivista, per l'eliminazione degli elementi metafisici ancora presenti nelle teorie fisiche; in particolare, criticò la nozione di spazio assoluto (il sensorium Dei newtoniano), aggiudicandosi un posto di rilievo tra i precursori della teoria della relatività.
Mach sostenne che il fatto, essendo l'ultimo fondamento della conoscenza, potesse essere spiegato solo attraverso le sensazioni, considerate come elementi originari; quindi sono le sensazioni, affermò Mach, a "produrre" i corpi esterni e perciò decade sia ogni differenza tra l'elemento fisico e psichico sia la relazione convenzionale di causalità che viene surrogata dal concetto di funzione, quest'ultima definita come la correlazione dei fenomeni.
Fu uno dei primi fisici a rinunciare all'ambizione metafisica di descrivere le leggi dell'universo in quanto tali, come oggetti separati dall'osservatore; le leggi fisiche furono da lui concepite come schemi di organizzazione e sistematizzazione dei dati sensoriali e strumentali, in sostanza un prodotto umano che, con un anacronismo tratto dalla teoria dell'informazione, potremmo descrivere come algoritmo di compressione dei dati empirici; concetto questo che egli rese con l'idea di economia della conoscenza.
Il pensiero di Ernst Mach - segnatamente, la sua interpretazione sensista della realtà e la sua critica al linguaggio - influenzò direttamente il circolo di Vienna e la corrente filosofica del neopositivismo logico, nonché autori come Hermann Bahr, che da Mach mutuò la definizione di Unrettbares Ich ("Io" insalvabile), e Robert Musil, che sulle teorie di Mach incentrò la propria tesi di dottorato in filosofia. 
La sua filosofia viene generalmente indicata con il nome di empiriocriticismo.

### Opere di Mach

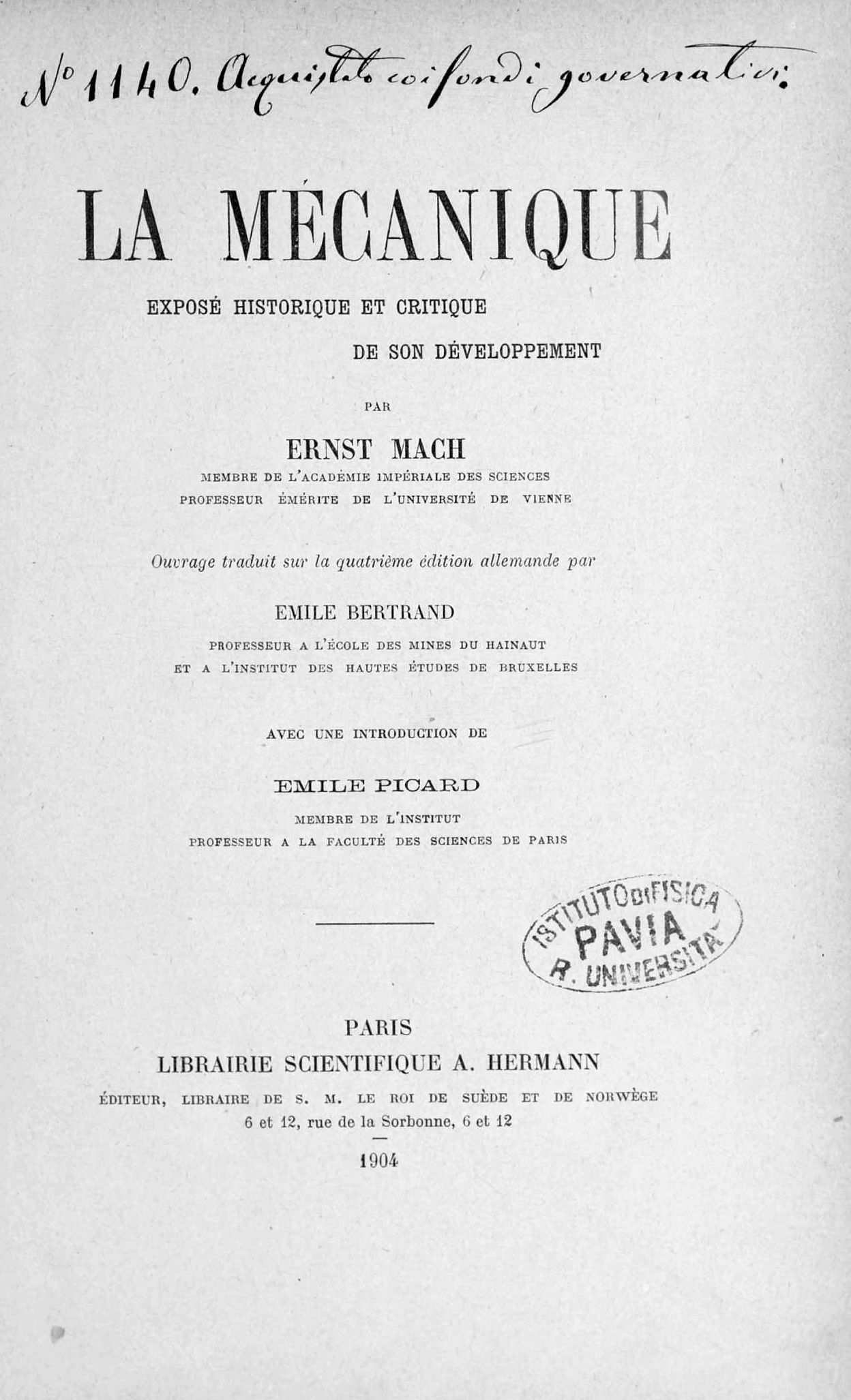
La Mécanique, 1904

- (DE) Optisch-akustische Versuche, Praha, Calve, 1873.
- (DE) Principien der Wärmelehre, Leipzig, Johann Ambrosius Barth, 1900.
- Analisi delle sensazioni, Torino, Fratelli Bocca, 1903.
- (FR) La Mécanique, Paris, Librairie scientifique Hermann et C.ie, 1904.
- (FR) La Connaissance et l'Erreur, Paris, Flammarion, 1908.
- Die Mechanik in ihrer Entwicklung historisch-kritisch dargestellt, 1883.
  -  I principii della meccanica esposti criticamente e storicamente nel loro sviluppo, traduzione di Dionisio Gambioli, prefazione di Giovanni Vailati, Roma-Milano, Società Editrice Dante Alighieri, 1909.
  -  La meccanica nel suo sviluppo storico-critico (2 voll.), a cura di Alfonsina D'Elia, Collana Universale scientifica n. 161-162, Torino, Boringhieri, 1977,  p. 512. Collana Universale. Serie scientifica, Bollati Boringhieri, Torino, 1992, ISBN 978-88-339-0342-2.
- Letture scientifiche popolari, Collana Piccola biblioteca di scienze moderne, Fratelli Bocca, Milano, 1900.
- Die Analyse der Empfindungen und das Verhältnis des Physischen zum Psychischen, 1886
  - L'analisi delle sensazioni 1903, 1975.
- Erkenntnis und Irrtum, 1905.
  -  Conoscenza ed errore. Abbozzi per una psicologia della ricerca. Introduzione di Aldo G. Gargani. Traduzione di Sandro Barbera, Torino, Einaudi NUE, pp. 462.
  - Conoscenza ed errore. Abbozzi per una psicologia della ricerca, introduzione di Paolo Parrini, Mimesis 2011
- L'Evoluzione della scienza. Nove «lezioni popolari», traduzione e cura di M. Debernardi, prefazione di Telmo Pievani, Booktime, Milano, 2010, ISBN 978-88-621-8705-3.

### Opere su Mach
- Robert Musil, Sulle teorie di Mach, 1908
- Vladimir Lenin, Materialismo ed empiriocriticismo. Note su una filosofia reazionaria, 1908
- Joseph J. Kockelmans, Philosophy of science: the historical background. New York: The Free Press, 1968.
- John T. Blackmore, Ernst Mach. His Work, Life, and Influence, University of California Press: Berkeley & Los Angeles, 1972.
- Joachim Thiele (Hrsg.), Wissenschaftliche Kommunikation. Die Korrespondenz Ernst Machs, Kastellaun, 1978.
- John T. Blackmore & Klaus Hentschel (a cura di), Ernst Mach als Aussenseiter, Braumüller, 1985.
- Rudolf Haller & Friedrich Stadler (a cura di), Ernst Mach. Werk und Wirkung, Hoelder-Pichler-Tempsky, Wien, 1988.
- Dieter Hoffmann & Hubert Laitko (a cura di), Ernst Mach. Studien und Dokumente, Berlin, 1991.
- Vaclav Prosser & Jaroslav Folta (a dura di), Ernst Mach and the Development of Physics. Conference Papers, Prague, 1991.
- John T. Blackmore (ed.), Ernst Mach. A Deeper Look, Kluwer, Dordrecht, 1992.
- John T. Blackmore, Ryoichi Itagaki & Setsuko Tanaka (a cura di), Ernst Mach's Vienna 1895-1930, Kluwer, Dordrecht, 2001.
- Stefano Poggi, Dopo Schelling, dopo Goethe. Francesco Moiso lettore di Mach, in In memoria di Francesco Moiso. La filosofia della natura, in "Annuario Filosofico", N. 19 (2003)
- Erik C. Banks, Ernst Mach's World Elements, Kluwer, Dordrecht, 2003.
- Andrea Rota, 'Ernst Mach e le epifanie di Lord Chandos', in Il confronto letterario. Quaderni del Dipartimento di lingue e letterature straniere moderne dell'Università di Pavia, vol. 44, 2005, pp. 485–498.
- John T. Blackmore, Ryoichi Itagaki & Setsuko Tanaka (a cura di), Ernst Mach's Science, Tokai University Press, Kanagawa, 2006.
- Jiri Prochazka, Ernst Mach: 1838–1916. Genealogie (3 voll.), Brno, Item, 2007, 2009, 2010.
- Deborah Donato, I fisici della Grande Vienna: Boltzmann, Mach, Schrödinger, Collana GaiaMente, Firenze, Le Lettere, 2011,  p. 150, ISBN 978-88-6087-501-3.
- Alfonsina D'Elia , Ernst Mach, Firenze, La Nuova Italia, 1971 (Pubblicazioni della Facoltà di Lettere e Filosofia dell’Università degli Studi di Milano, 56)